# Santino Policelli
Santino Policelli (La Plata, 15 de marzo de 2004) es un deportista argentino que compite en taekwondo. Ganó una medalla de oro en el Campeonato Panamericano de Taekwondo de 2024, en la categoría de –58 kg.

## Palmarés internacional
| Campeonato Panamericano | Campeonato Panamericano | Campeonato Panamericano | Campeonato Panamericano |
| Año                     | Lugar                   | Medalla                 | Categoría               |
| ----------------------- | ----------------------- | ----------------------- | ----------------------- |
| 2024                    | Río de Janeiro (Brasil) | Medalla de oro          | –58 kg                  |